# Telenguit-Sortogoï
Telenguit-Sortogoï (en altaï méridional : Телеҥит-Сары Токой, Teleñit-Sarı Tokoy, litt. forêt jaunie de Telenguit, en russe : Теленги́т-Сортого́й) est un village du raïon de Koch-Agatch dans la république de l'Altaï en Russie. Il forme entièrement l'établissement rural de Telenguit-Sortogoï. Sa population s'élevait à 614 habitants au recensement de 2021.

## Géographie
Le village de Telenguit-Sortogoï se situe dans la république de l'Altaï, une république de Sibérie méridionale, en Russie. Il fait partie du district fédéral sibérien, et le village se trouve à 290 km au sud-est de Gorno-Altaïsk, la capitale de la république et à 680 km au sud-est de Novossibirsk, la capitale du district. Le village fait partie du raïon de Koch-Agatch, le plus méridional des raïons de la république, qui compte 16, localités avec Koch-Agatch comme centre administratif, à 5 km au sud-ouest.
Telenguit-Sortogoï, comme toute la république de l'Altaï, est située dans le fuseau horaire MSK+4 (heure de Krasnoïarsk). Le décalage horaire appliqué par rapport au temps universel coordonné est +07:00.

## Démographie
Recensements (*) et estimations de la population,,:
| 2002* | 2010* | 2012 | 2013 |
| ----- | ----- | ---- | ---- |
| 771   | 658   | 640  | 639  |

| 2014 | 2015 | 2016 | 2021* |
| ---- | ---- | ---- | ----- |
| 625  | 595  | 605  | 614   |

En 2002, sur les 771 habitants, il y avait 57 % d'Altaïens et 42 % de Kazakhs.

## Galerie

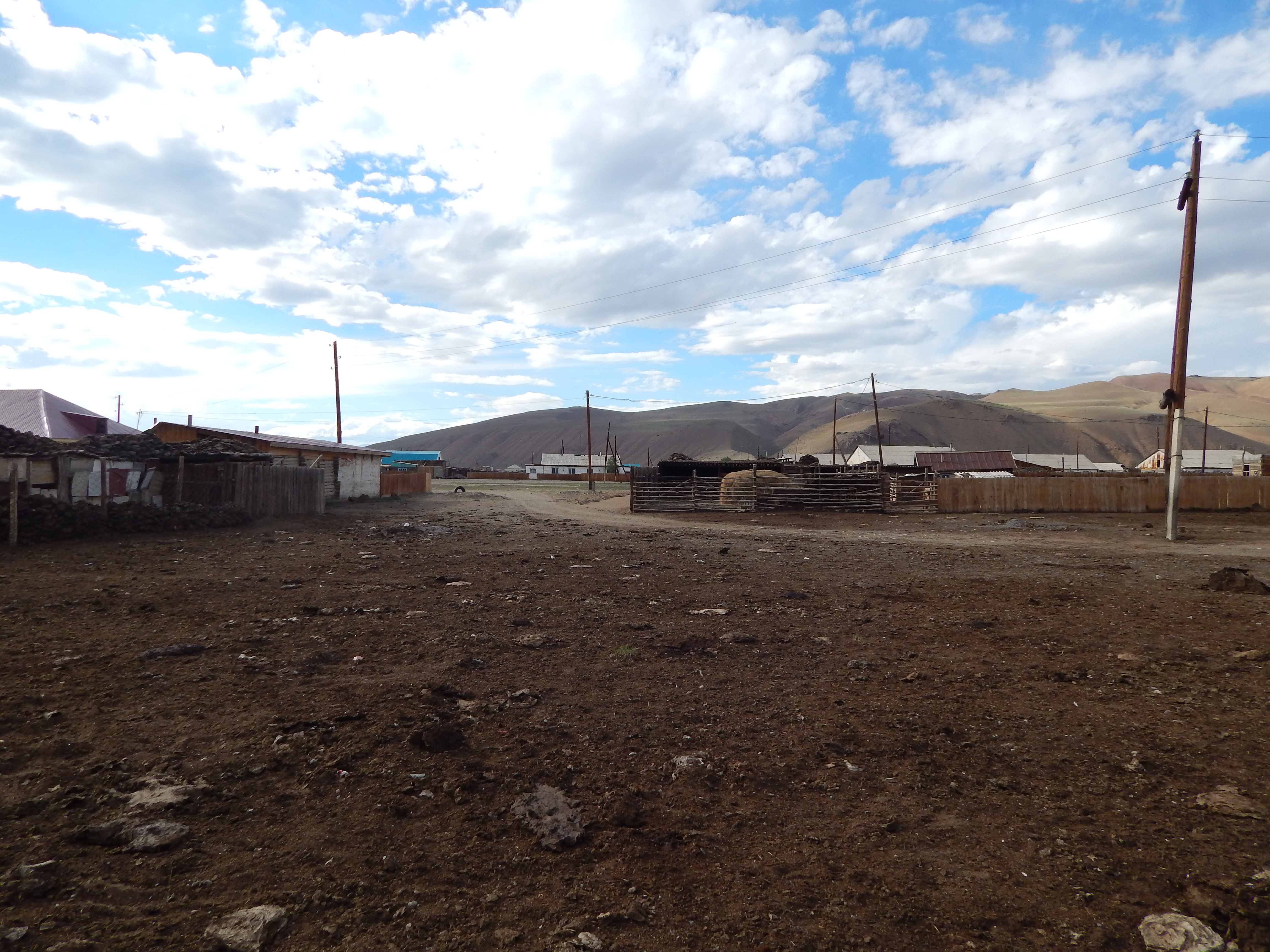
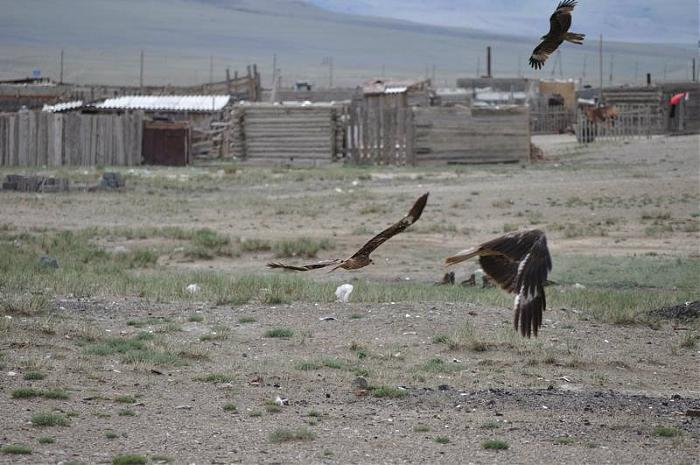
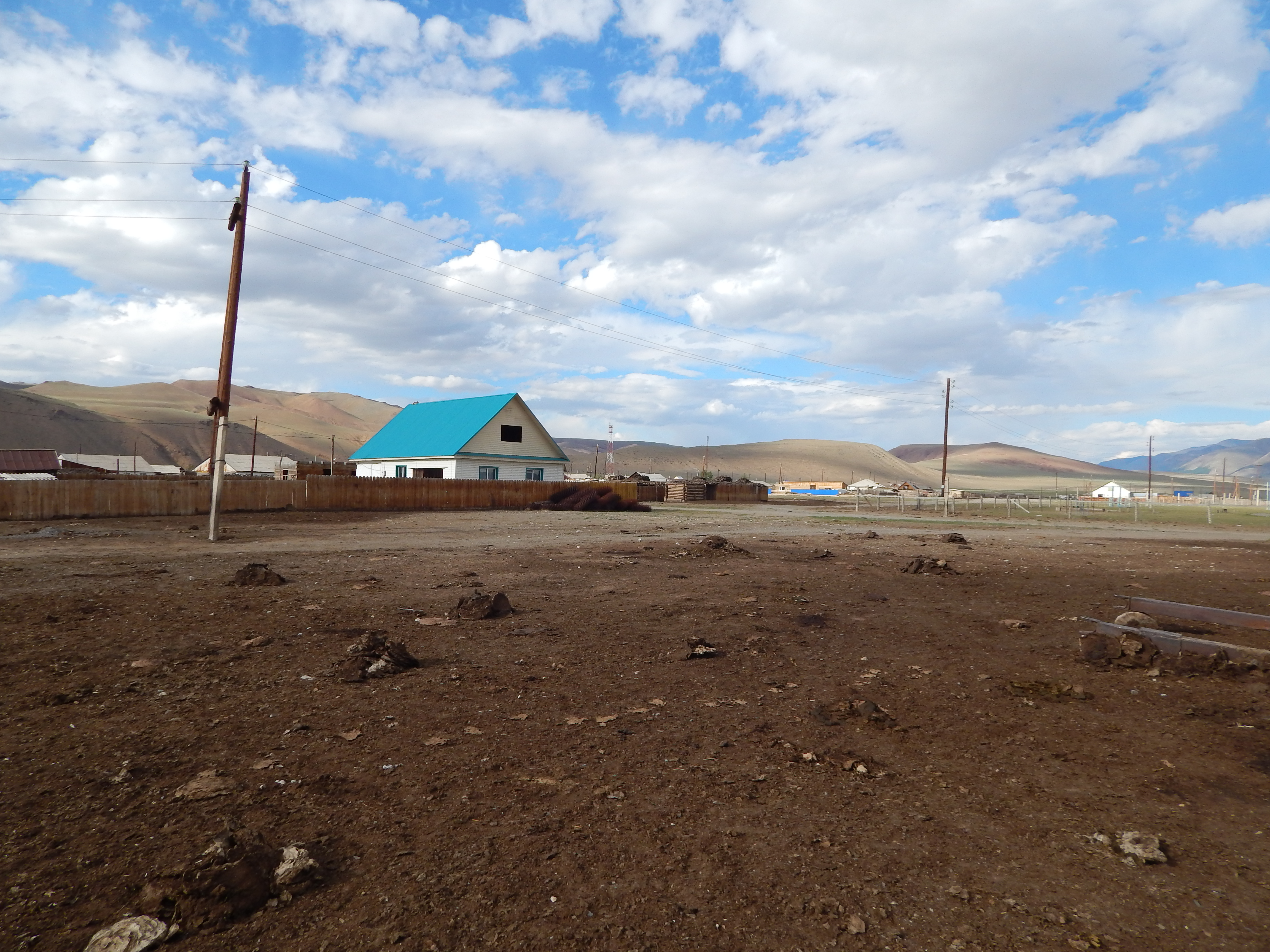